# St Mewan’s Church

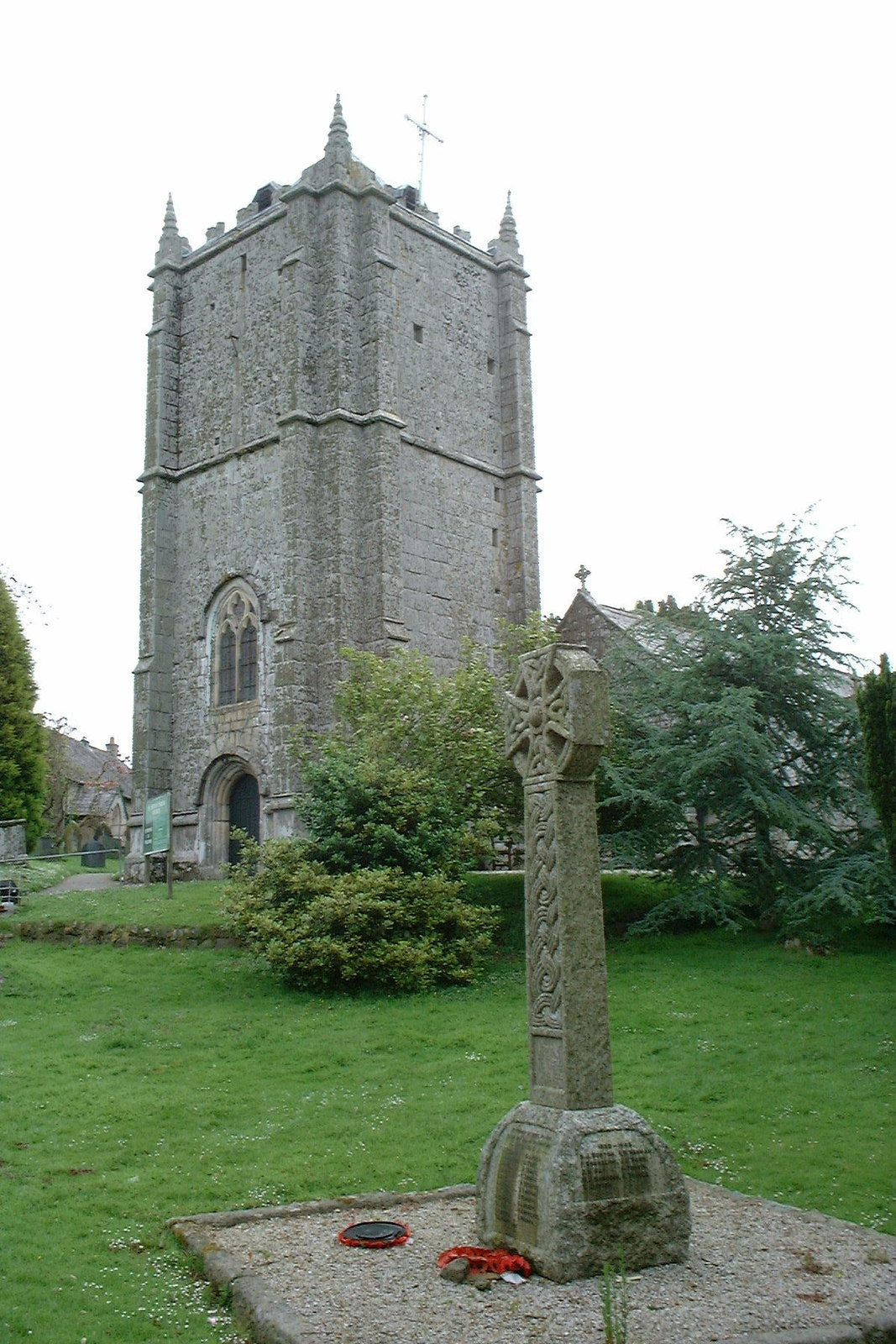
Kirche St Mewan

St Mewan ist eine anglikanische Pfarrkirche der Church of England in der gleichnamigen Ortschaft am westlichen Ortsrand von St Austell in Cornwall. Die Kirche ist seit 1967 als Kulturdenkmal der Kategorie Grade-II* eingestuft.

## Geschichte
Die dem heiligen Mevennus, dem Gründer der Abtei Saint-Méen-le-Grand in der Bretagne, geweihte Kirche geht im Kern auf ein romanisches Bauwerk aus dem 12. Jahrhundert zurück, wurde aber in der Mitte des 15. Jahrhunderts grundlegend umgebaut. Um 1851 erfolgte eine Wiederherstellung durch G.E. Street.
Älteste Teile der Kirche stellen, allerdings mit Überformungen der Bauarbeiten des 15. Jahrhunderts, das Langhaus und der Chorraum dar. Aus dieser gotischen Bauperiode stammt auch das nördliche Seitenschiff des Chors. Später im Verlauf des 15. Jahrhunderts wurden das südliche Seitenschiff sowie die Vorhalle hinzugefügt. Die Errichtung der zwei Stockwerke des massiven Westturms wird in das späte 15. Jahrhundert datiert. Bei den Baumaßnahmen unter G.E. Street 1851 erfolgte die Errichtung eines nördlichen Querhauses.